# Batrachiderpeton
Batrachiderpeton reticolatum es una especie extinta de lepospóndilo que vivió a finales del período Carbonífero en lo que hoy es Inglaterra y los Estados Unidos.